# Kia K3 (2023)
Kia K3 – samochód osobowy klasy subkompaktowej produkowany pod południowokoreańską marką Kia od 2023 roku.

## Historia i opis modelu

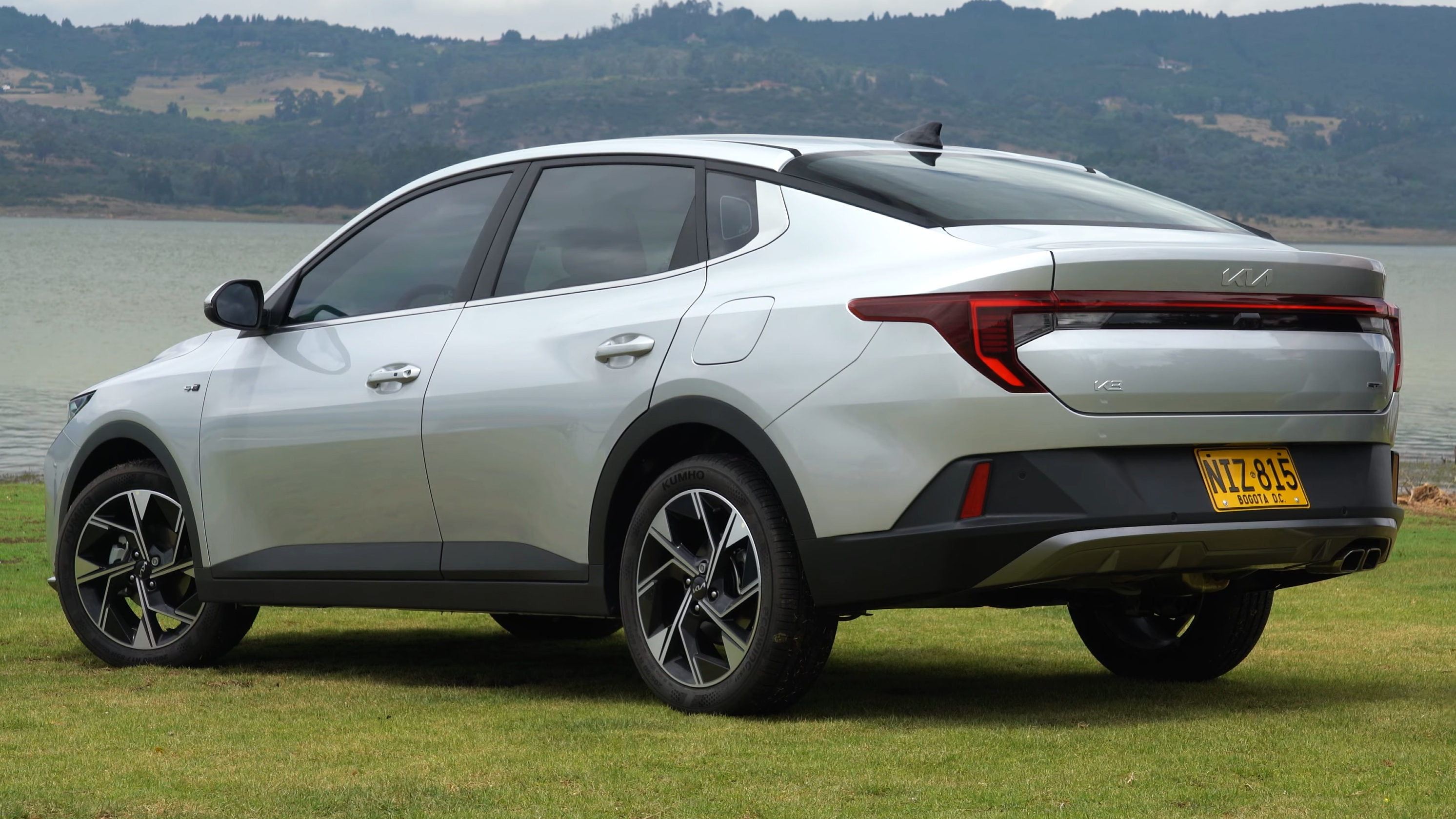
Kia K3 - tył

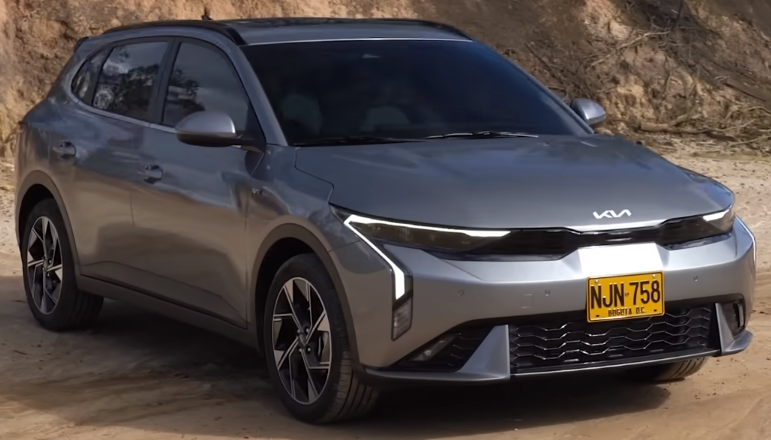
Kia K3 Hatchback

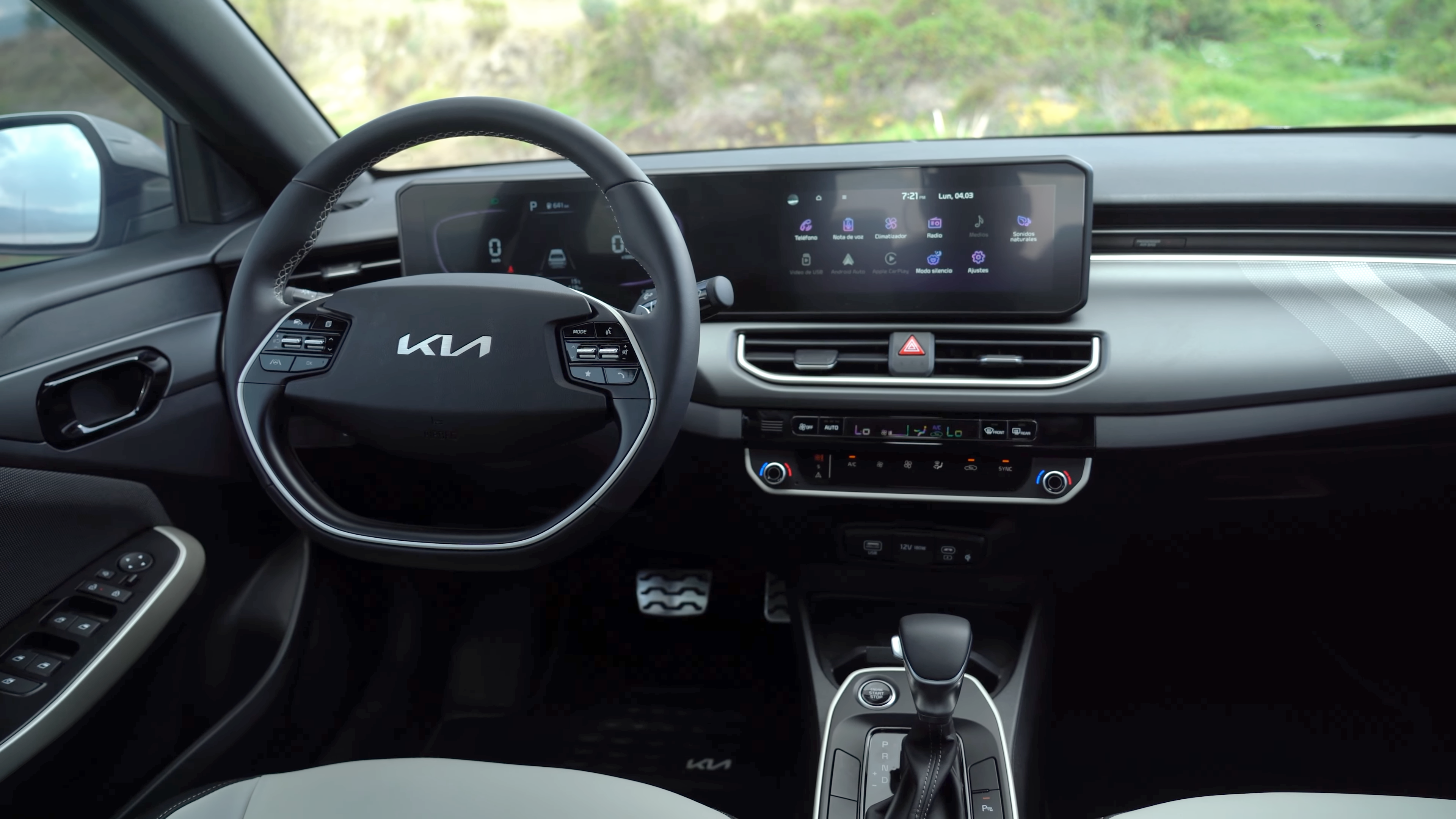
Kia K3 - kokpit

W połowie sierpnia 2023 Kia przedstawiła nowy subkompaktowy model zastępujący obecną na rynku przez 24 lata linię modelową Rio. W ramach korekty porządku nazewniczego firym, samochód otrzymał nazwę "K3", którą dotychczas stosowano dla dwóch generacji większego modelu Cerato w Korei Południowej i Chinach.
W pierwszej kolejności zadebiutował 4-drzwiowy sedan. Wizualnie Kia K3 w tej odmianie została upodobniona do języka stylistycznego stosowanego już wobec większych sedanów jak K5. Łagodnie opadająca linia dachu została upodobniona do nadwozi typu fastback, z krótkim tylnym zwisem oraz pasem świetlnym biegnącym przez całą szerokość nadwozia. Pas przedni zwieńczyły wąskie reflektory w kształcie litery "C" płynnie przechodzące w wąską atrapę chłodnicy. Projekt kabiny pasażerskiej utrzymany został w prostym, minimalistycznym wzornictwie opierającym się na dwuramiennej kierownicy oraz zintegrowanym pod jedną taflą panelem cyfrowych wskaźników oraz centralnego ekranu systemu multimedialnego o przekątnej 10,25 cala.
Do napędu Kii K3 przewidziano gamę trzech czterocylindrowych i wolnossących silników benzynowych. Podstawowy o pojemności 1,4 litra rozwinął 94 KM mocy, z kolei kolejne o pojemności odpowiednio 1,6 i 2 litrów - 121 oraz 150 KM. Napęd przenoszony jest przy pomocy 6-stopniowej przekładni manualnej lub automatycznej.

### Sprzedaż
W przeciwieństwie do poprzednika, Kia K3 została zbudowana z myślą jedynie o wyselekcjonowanych rynkach rozwijających się. Najpierw samochód zadebiutował w Meksyku, gdzie w mieście Monterrey ulokowano główne zakłady produkcyjne. Jeszcze w grudniu tego samego roku miał miejsce debiut w takich regionach jak Bliski Wschód czy Ameryka Południowa.

### Silniki
- R4 1.4l CVVT 94 KM
- R4 1.6l MPi 121 KM
- R4 2.0l MPi 150 KM